# William Boyd (escritor)
William Boyd, CBE, (7 de março de 1952, Accra, Gana) é um escritor britânico.

## Biografia
Nascido em Accra, em Gana, em 1952, Boyd cresceu na Nigéria, mas por ser filho de Britânicos, essa é sua nacionalidade. Ele foi educado na escola Gordonstoun e frequentou as universidades de Nice (Diploma de Estudos Franceses), Glasgow (Inglês e Filosofia) e Oxford, onde completou seu doutoramento em Inglês e Literatura.
William Boyd foi professor de Inglês e Literatura no Colégio St. Hilda, em Oxford entre 1980 e 1983. Ele é membro da Sociedade Real de Literatura na Inglaterra e um Officier de l'Ordre des Arts et des Lettres na França. É casado e divide seu tempo entre Londres e o Sudoeste da França.
O escritor foi convidado a reinventar o agente britânico 007, em Setembro de 2013, sendo responsável por escrever o mais novo livro das aventuras de James Bond, intitulado 'Solo: um romance de James Bond', William Boyd tem a missão de dar novo folêgo literário ao personagem criado por Ian Fleming.

## Obras
- Um Homem Bom na África - no original A good man in Africa - 1981 (vencedor do prêmio Whitbread e do Prêmio Somerset Maugham)
- Uma Guerra de Sorvete - no original An Ice-cream war - 1982 (finalista do Booker Prize 1982 e vencedor do Prêmio John Rhys Llewellyn)
- Estrelas e Bares - 1984
- As Novas Confissões - 1987
- A Praia de Brazzaville - no original Brazzaville Beach - 1990 (vencedor do Prêmio McVitie e do James Tait Black Memorial Prize)
- A Tarde Azul - 1993 (vencedor do Livro do Ano do Sunday Express 1993  e do Prêmio de Ficção do Los Angeles Times , 1995)
- O destino de Nathalie "X" - 1998
- Tatu - 1998
- Armadillo - 2000
- Viagens ao Fundo de um Coração: os diários íntimos de Logan Montstuart - no original Any Human Heart - 2002 (vencedor do Prix Jean Monnet)
- Inquietude - no original Restless - 2006 (vencedor do 2006 Costa Book Awards)
- Tempestade - no original Ordinary Thunderstorms; Bloomsbury - 2009
- Esperando o Nascer do Sol  no original  Waiting for Sunrise: A Novel- 2011
- A Solo - no original Solo - 2013